# Untitled, 2014
"Untitled, 2014" (hangul: 무제 無題) é uma canção do cantor e rapper sul-coreano G-Dragon. Foi lançada em 8 de junho de 2017 pela YG Entertainment como o single principal de seu segundo extended play (EP) Kwon Ji Yong. Composta por G-Dragon e produzida pelo mesmo em conjunto com Choice37 e Seonwoo Jeonga, "Untitled, 2014" obteve êxito comercial após o seu lançamento, atingindo a primeira colocação na parada sul-coreana Gaon e tornando-se uma das canções de melhor desempenho do ano no país.

## Antecedentes e composição
Após estar em turnê durante os anos de 2015 e 2016, como um membro do grupo Big Bang e promovendo Made (2016), o terceiro álbum de estúdio coreano do grupo, G-Dragon iniciou as preparações para seu retorno como um solista. Em janeiro de 2017, foi anunciado seu retorno, após quase quatro anos desde seu último lançamento. Inicialmente, a canção "Bullshit" foi escolhida como o single principal de seu segundo EP Kwon Ji Yong e anunciada como tal em 1 de junho, entretanto, após uma controvérsia envolvendo seu companheiro de Big Bang, T.O.P, G-Dragon modificou a faixa título para "Untitled, 2014", com a mesma sendo anunciada como single em 8 de junho.
"Untitled, 2014" é uma canção pertencente ao gênero pop e de andamento lento, é estruturada pelo compasso de tempo comum, com um ritmo moderado de 80 batidas por minuto. Composta na tonalidade de Mi maior, ela apresenta G-Dragon cantando com apenas "um acompanhamento de piano", embora sua característica artística principal seja a de ser um rapper. Descrita como uma "balada de piano simples" e sugestiva pela Billboard, a canção é identificada com o intuito de mostrar G-Dragon em seu estado  "mais vulnerável". A publicação Hype Beast nomeou-a como "uma balada de partir o coração". Sem conter qualquer instrumento de percussão ou batidas, Jeff Benjamin da Fuse a comparou a canção "Someone Like You" (2011) da cantora britânica Adele, por sua simplicidade. Liricamente, "Untitled, 2014" é "uma carta para um amor do passado", com G-Dragon "desculpando-se por suas ações passadas, pedindo perdão e a chance de ver novamente seu ex-amor, mesmo que seja apenas mais uma vez ou em seus sonhos".

## Recepção da crítica
"Untitled, 2014" recebeu análises positivas da crítica especializada. Taylor Glasby da revista Dazed classificou a canção como "linda", "carregada emocionalmente" em "uma emoção bruta que transborda pelas bordas". Ele observou ainda que apesar de G-Dragon "claramente gostar de criar um espetáculo quando se trata de sua música", ele "não perde nada quando é despojado". Para Tamar Herman da Billboard, "Untitled, 2014" "apresenta a versão mais simples e honesta" de si mesmo que o artista "já mostrou". Erica Russel do website PopCrush, destaca os vocais de G-Dragon como sendo "poderosos, ainda que delicados brilhando na balada esparsa". Em uma resenha positiva da canção, Douglas Markowitz do jornal Miami New Times, declarou que "após anos no jogo, tudo o que leva esta grande estrela a subir acima da concorrência, é apenas com piano e vocal".

## Vídeo musical
O vídeo musical de "Untitled, 2014" foi originalmente programado para ser filmado entre dois a três dias, com isso, o plano inicial de seu diretor Han Sa-min, era de que a produção se concentrasse principalmente no desempenho de G-Dragon cantando, em vez da utilização de cenários chamativos. Assim, ele esperava retirar diversas cenas para o vídeo, antes de editar as imagens para o produto final. Contudo, durante a primeira sessão de gravação, G-Dragon mostrou-se tão imerso em cena, que o vídeo musical acabou sendo gravado em uma única tomada e toda a sua filmagem foi finalizada em menos de uma hora. O seu lançamento ocorreu em 8 de junho de 2017, atingindo mais de 5,6 milhões de visualizações na plataforma de vídeos Youtube em 24 horas.

## Desempenho nas paradas musicais
Na Coreia do Sul, "Untitled, 2014" estreou diretamente na primeira colocação das paradas dos serviços de música online do país, um feito até então realizado apenas pela cantora IU, após o Ministério da Cultura, Esportes e Turismo, modificar a regulamentação das paradas em fevereiro do mesmo ano. Mais tarde, a canção alcançou um "perfect all-kill", ao posicionar-se em primeiro lugar em todas as paradas musicais simultaneamente de forma semanal. E embora "Untitled, 2014" tenha estreado com apenas três dias na semana vigente de 4 a 10 de junho de 2017 da parada da Gaon, a canção posicionou-se no topo da Gaon Digital Chart e Gaon Download Chart  com vendas de 218,500 mil downloads digitais pagos. Além disso, na Gaon Streaming Chart estreou em número dez com mais de quatro milhões de transmissões, atingindo seu pico de número um na semana seguinte. Devido a seu êxito comercial, "Untitled, 2014" encerrou o mês de junho em número um na Gaon Digital Chart, Gaon Download Chart e Gaon BGM Chart, no qual nesta última, havia permanecido durante três semanas consecutivas no topo.
Nos Estados Unidos, "Untitled, 2014" posicionou-se em número quatro na Billboard World Digital Songs e no Japão atingiu seu pico de número 57 na Billboard Japan Hot 100.

### Posições
| Paradas (2017)                                 | Melhor posição |
| ---------------------------------------------- | -------------- |
| Coreia do Sul (Gaon Weekly Digital Chart)      | 1              |
| Coreia do Sul (Gaon Monthly Digital Chart)     | 1              |
| Coreia do Sul (Gaon Yearly Digital Chart)      | 16             |
| Coreia do Sul (Gaon Weekly Download Chart)     | 1              |
| Coreia do Sul (Gaon Weekly Streaming Chart)    | 1              |
| Coreia do Sul (Gaon Weekly BGM Chart)          | 1              |
| Estados Unidos (Billboard World Digital Songs) | 4              |
| Japão (Billboard Japan Hot 100)                | 57             |

### Vendas
| País          | Parada                     | Vendas    |
| ------------- | -------------------------- | --------- |
| Coreia do Sul | Gaon Download Chart (2017) | 1,476,371 |
| China         | QQ Music Chart             | 525,000   |

### Vitórias em programas de música
| Data                | Programa         | Emissora  |
| ------------------- | ---------------- | --------- |
| 17 de junho de 2017 | Show! Music Core | MBC       |
| 24 de junho de 2017 | Show! Music Core | MBC       |
| 18 de junho de 2017 | Inkigayo         | SBS       |
| 25 de junho de 2017 | Inkigayo         | SBS       |
| 24 de junho de 2017 | Show Champion    | MBC Music |
| 30 de junho de 2017 | Music Bank       | KBS       |